# 河口善之助
河口 善之助（かわぐち ぜんのすけ、1863年2月24日（文久3年1月7日）- 1933年（昭和8年）11月13日）は、明治期から昭和初期の農業経営者・実業家・政治家。衆議院議員、山梨県南都留郡谷村長、同谷村町長。

## 経歴
甲斐国都留郡、のちの谷村（山梨県南都留郡谷村、谷村町を経て現都留市）で、豪農・河口善兵衛の長男として生まれる。和漢学、数学を修めた。1877年（明治10年）1月、家督を相続し農業を営む。
1882年（明治15年）7月、巌村（現上野原市）の古家広泰らの鶴北自由党（のち峡中立憲党）に入党し自由民権運動に加わった。谷村長、谷村町長、南都留郡会議員、同参事会員、所得税調査員を務めた。1888年（明治21年）山梨県会議員に選出された。
1898年（明治31年）3月、第5回衆議院議員総選挙で山梨県第2区から自由党所属で出馬して初当選し、同年8月の第6回総選挙（山梨県第2区、憲政党）でも再選され、衆議院議員に連続2期在任した。この間、請願委員などを務めた。
実業界では、甲斐絹業組合長、有信貯金銀行取締役、山梨農工銀行取締役、山梨貯蓄銀行監査役、富士馬車鉄道（富士急行線）社長、谷村電燈取締役、桂川電力取締役などを務めた。